# Cessna 150
Cessna 150 är ett tvåsitsigt högvingat motorflygplan i helmetallkonstruktion. Tack vare att det är lättfluget och ekonomiskt har det blivit världens mest populära tvåsitsiga flygplan, och många piloter har lärt sig flyga i en Cessna 150. Över 20 000 exemplar byggdes mellan 1959 och 1977 och de flesta flyger fortfarande runtom i världen.
Det fanns också en modell som kallades 150 Aerobat och som är godkänd för avancerad flygning. Motorn i Cessna 150 är en fyrcylindrig kolvmotor på 100 hästkrafter av märket Continental. Förutom i USA tillverkades Cessna 150 även av Reims Aviation i Frankrike. Cessna 150 ersattes år 1978 av Cessna 152.